# Vörös Reworkz
A Vörös ReWorkz az Úzgin Űver magyar együttes ötödik albuma, mely 2005-ben jelent meg.

## Az album dalai
|     | Cím              | Hossz |
| --- | ---------------- | ----- |
| 1.  | Modern Monastery | 06:14 |
| 2.  | Dub Rebek        | 06:29 |
| 3.  | Jungle Rebek     | 06:13 |
| 4.  | Voros Remix      | 06:55 |
| 5.  | Voros Rebek      | 09:30 |
| 6.  | Gadjo            | 04:30 |
| 7.  | Rebek Hardhouse  | 04:30 |
| 8.  | Temple of Dawn   | 05:42 |
| 9.  | Cartoon NRV      | 09:21 |
| 10. | Falling Angelz   | 06:31 |

## Közreműködők
- Farkas Marcsi - (hegedű, ének)
- Homoki Péter - (gitár, szintetizátor, programok)
- Majoros Gyula - (szaxofon, klarinét, furulya)
- Somogyi István - (oboa)
- Paizs Miklós - (dob)
- Olivier Drieu - (remix)
- Dj. Sztepp - (rekord)
- Deutsch Gábor - (master)

## Külső hivatkozások
- Az Úzgin Űver együttes hivatalos honlapja
- Az Úzgin Űver együttes a myspace-en
- zajlik - Úzgin Űver Archiválva 2016. március 4-i dátummal a Wayback Machine-ben
- dalok - Úzgin Űver Archiválva 2010. július 16-i dátummal a Wayback Machine-ben